# Slava Raškajová
Slava Raškajová (2. ledna 1877 Ozalj – 29. března 1906 Záhřeb) byla chorvatská malířka specializující se na akvarel. Bývá řazena k impresionismu nebo secesi. Od narození byla neslyšící. Jejím výtvarným mentorem byl chorvatský malíř Bela Čikoš Sesija, s nímž měla i milostný vztah. Ve dvaceti letech u ní propukly hluboké deprese a strávila poslední tři roky svého života v psychiatrické léčebně ve Stenjevci (dnes část Záhřebu). Po hospitalizaci přestala zcela malovat. Zemřela v léčebně v roce 1906 na tuberkulózu. Hodnotu její práce historici umění v následujících desetiletích z velké části přehlíželi. První výstavu měla až v roce 1957. Na přelomu 20. a 21. století se však zájem o její dílo oživil.